# Laken-Park

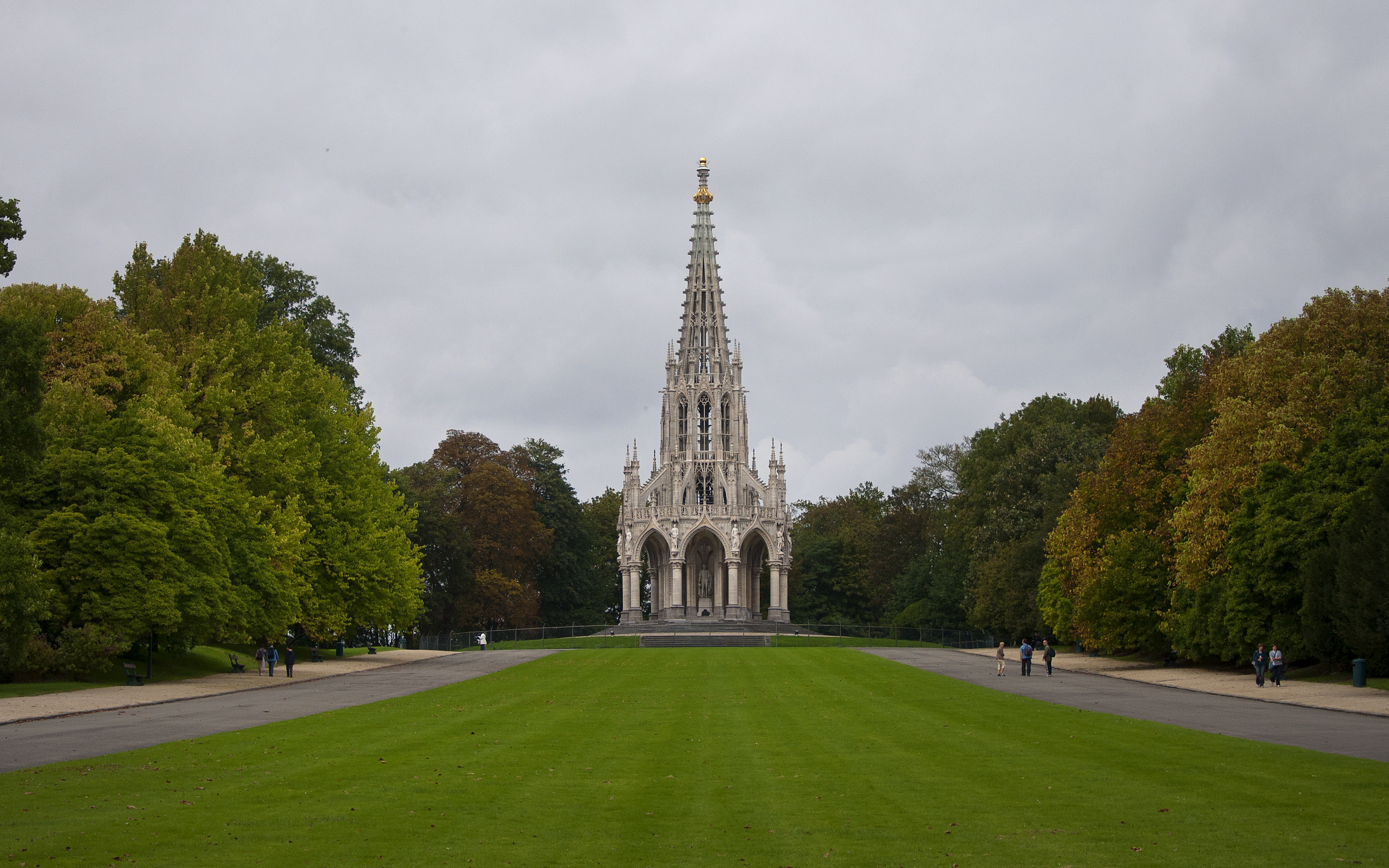
Laken-Park und Denkmal der Dynastie.

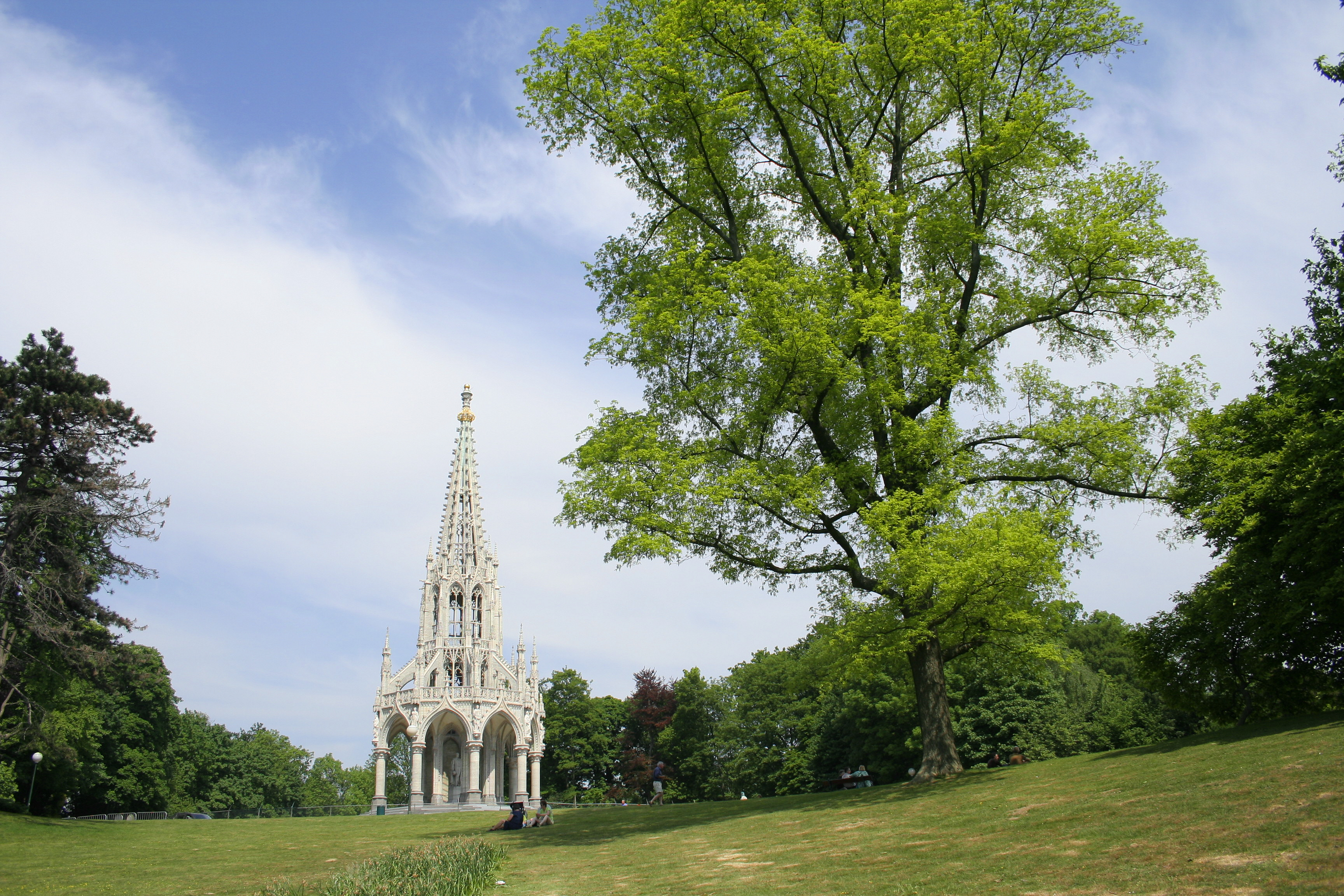
Park von Laeken mit dem Denkmal der Dynastie.

Der Laekener Park (frz. Parc de Laeken; ndl. Park van Laken) ist ein öffentlicher Park, der im Brüsseler Ortsteil Laeken/Laken liegt, sieben Kilometer nordwestlich der Innenstadt von Brüssel. Ursprünglich gehörte er zu den königlichen Parks und wurde 1867 durch König Leopold II. der Öffentlichkeit zugänglich gemacht.
Südöstlich an den Park schließt sich das Schloss Laken an, die Residenz des belgischen Königs, samt den Königlichen Gewächshäusern sowie nordöstlich das Château du Belvédère/Kasteel Belvédère. Im Westen liegt das Château du Stuyvenberg/Kasteel van Stuyvenberg an. Zwischen diesen breitet sich der Park aus, dessen höchste Erhebung der Kattenberg ist (niederländisch katte = Schanze). Zwischen 1878 und 1880 wurde er auf Initiative von König Leopold II. in einen Landschaftspark mit Teichen, Brücken und künstlichen Felsen und Tälern verwandelt, so dass er als „Kleine Schweiz“ bezeichnet wurde und ein beliebtes Ausflugsziel war. Auf dem höchsten Punkt des Kattenbergs errichtete Leopold II. ein Denkmal für seinen Vater Leopold I., den ersten „König der Belgier“, auch als Denkmal der Dynastie bezeichnet.

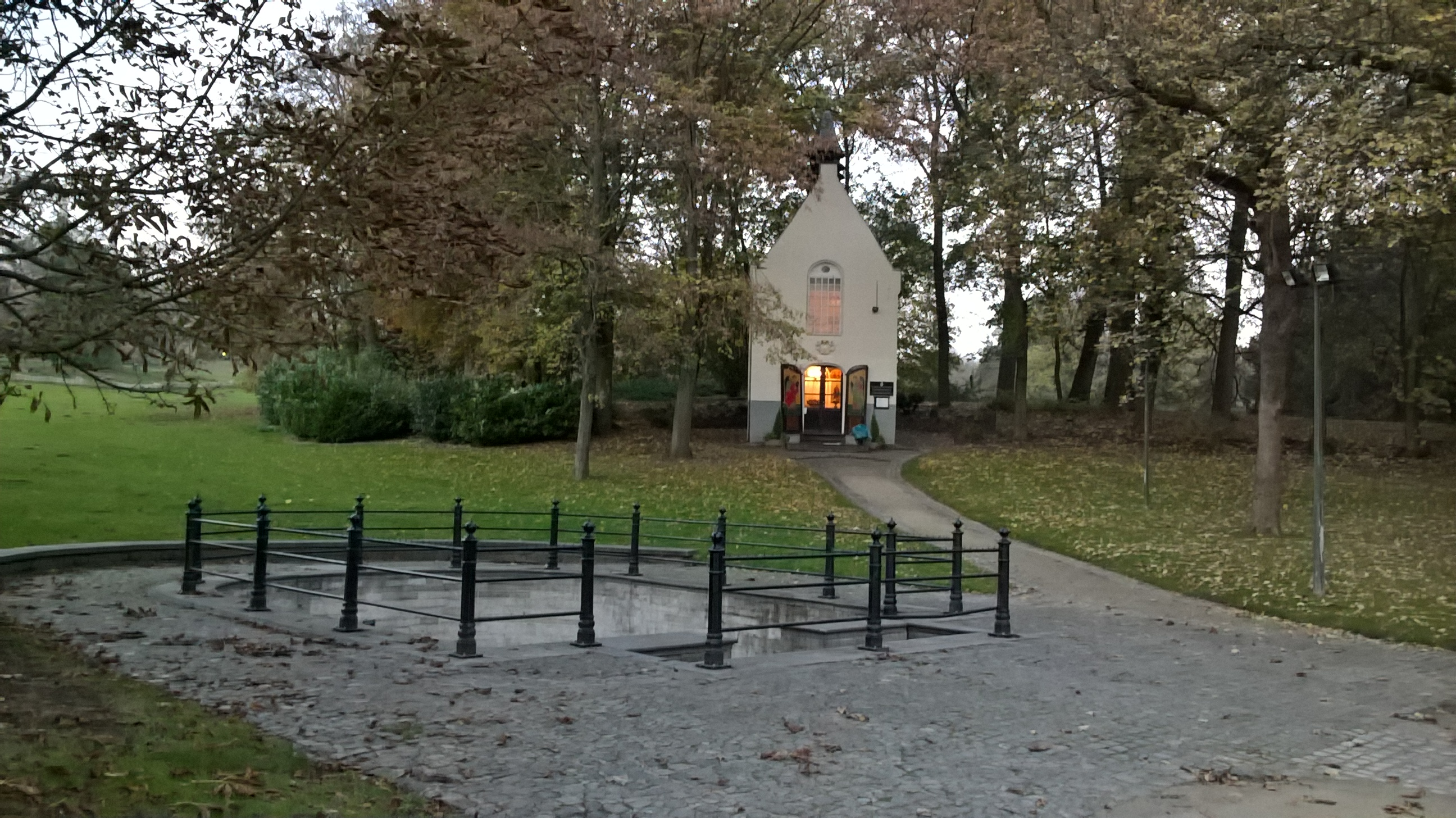
Sankt-Annenkapelle mit Quelle davor

An der südlichen Begrenzung liegt die Sankt-Annenquelle mit Kapelle, die 1625 von Erzherzogin Isabella Clara Eugenia von Spanien angelegt wurden. Weiter südlich schließt sich die Europäische Schule Brüssel IV in der ehemaligen königlichen Kadettenschule an.

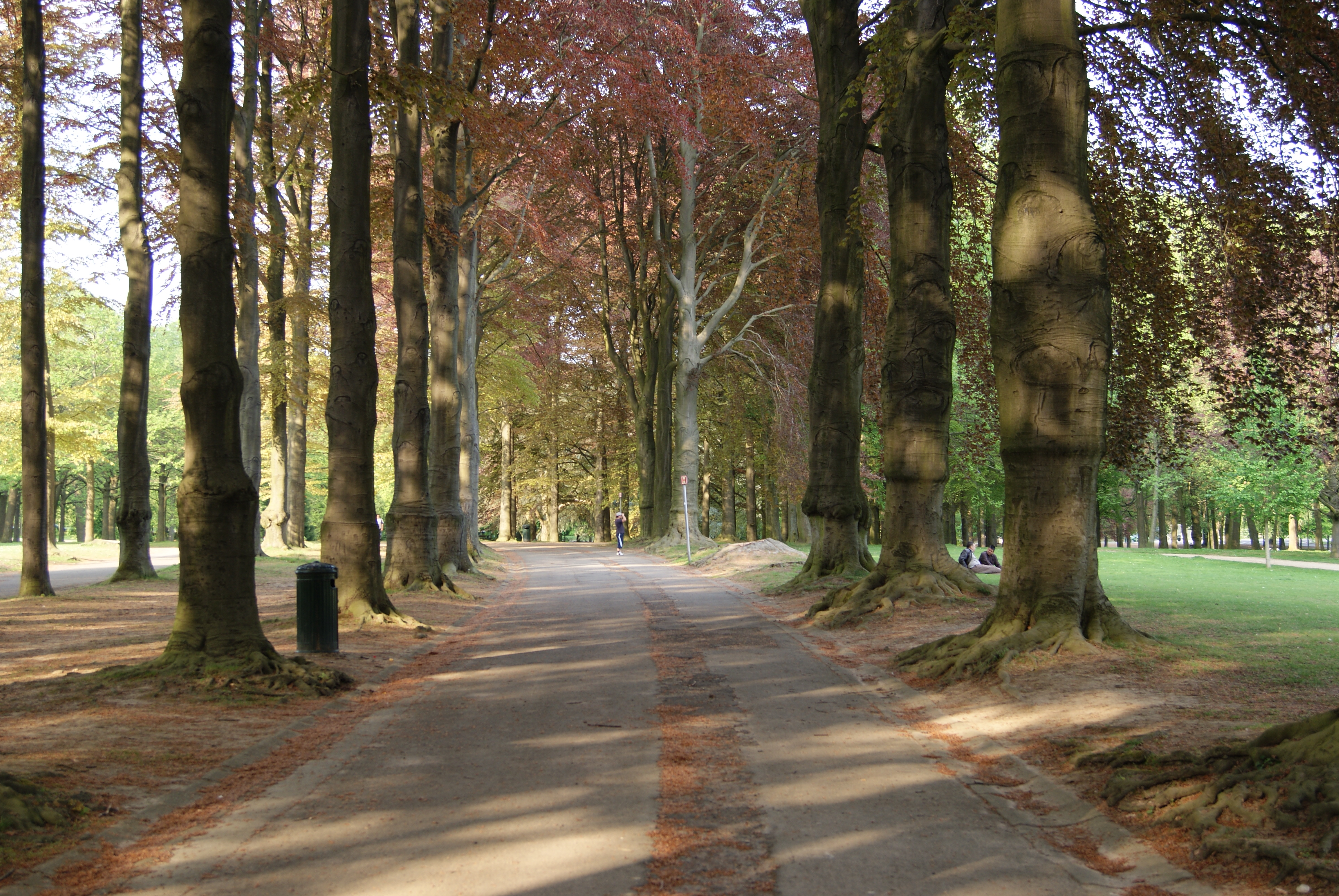
Avenue du Hallier - Kreupelboslaan mit Rotbuchen

Im Nordwesten schließt sich auf dem Heyselplateau direkt östlich neben dem Atomium der Parc d’Osseghem/Ossegem-Park an, der zwischen 1927 und 1935 auf 17 Hektar von dem Landschaftsarchitekten Jules Buyssens für die Weltausstellung von 1935 gestaltet wurde und später für die Expo 58 nochmals umgestaltet wurde. Dort befindet sich auch eine Waldbühne, das Théâtre de verdure/Groentheater, das 1932 eingerichtet wurde und in dem im Sommer mehrere Musikfestivals stattfinden. Das erste Festival war das Jazz- und Folkfestival Brosella, das erstmals 1977 von Henri Vandenberghe ausgerichtet wurde und seither jährlich im Juli stattfindet.
Die Crosslauf-Weltmeisterschaften 2004 wurde im Parc de Laeken/Park van Laken ausgerichtet.